# Quốc kỳ Campuchia Dân chủ
Quốc kỳ Campuchia Dân chủ bao gồm Angkor Wat vàng trên nền đỏ. Nó được thông qua vào ngày 5 tháng 1 năm 1976 dưới thời Khmer Đỏ cai trị đất nước Campuchia.  Lá cờ này giống với quốc kỳ Việt Nam. Tuy nhiên, điều bất thường là quốc kỳ của các quốc gia cộng sản không có ngôi sao màu đỏ, vàng hoặc búa liềm mang tính biểu tượng.

## Lịch sử
Quốc kỳ Campuchia Dân chủ thay quốc kỳ Cộng hòa Khmer, trở thành lá cờ chính thức của Campuchia vào ngày 5 tháng 1 năm 1976 sau khi Khmer Đỏ lên nắm quyền ở nước này vào ngày 17 tháng 4 năm 1975. Trong thời kỳ đó, Khmer Đỏ vẫn sử dụng lá cờ cũ của Vương quốc Campuchia cũng được treo tại trụ sở Liên Hợp Quốc từ tháng 4 năm 1975 đến tháng 1 năm 1976. Lá cờ này từng bị bãi bỏ nhiều lần ở các tỉnh giáp ranh với Việt Nam của Campuchia, nhưng chính phủ mới của nước này đã tính ngày giải phóng thủ đô (7 tháng 1 năm 1979) mới là ngày chính thức hủy bỏ quốc kỳ Campuchia Dân chủ.
Mặc dù quốc kỳ Cộng hòa Nhân dân Campuchia đã trở thành lá cờ chính thức ở Campuchia sau khi chính phủ Khmer Đỏ lật đổ, quốc kỳ Campuchia Dân chủ vẫn được Chính phủ Liên minh Campuchia Dân chủ và Liên Hợp Quốc sử dụng. Hầu hết các quốc gia đều giữ quan hệ ngoại giao với Chính phủ Liên minh Campuchia Dân chủ vì Cộng hòa Nhân dân Campuchia không giành được sự công nhận rộng rãi của quốc tế.

## Biểu tượng
Màu đỏ tượng trưng cho cách mạng và máu và Angkor Wat tượng trưng cho nhà nước của nhân dân, công nhân và nông dân.